# Rónai Sándor
Rónai Sándor, születési és 1917-ig használt nevén Ritu Sándor (Miskolc, 1892. október 6. – Budapest, 1965. szeptember 28.) politikus, 1950–52 között a Magyar Népköztársaság Elnöki Tanácsának elnöke, 1952-től az Országgyűlés elnöke.

## Életpályája

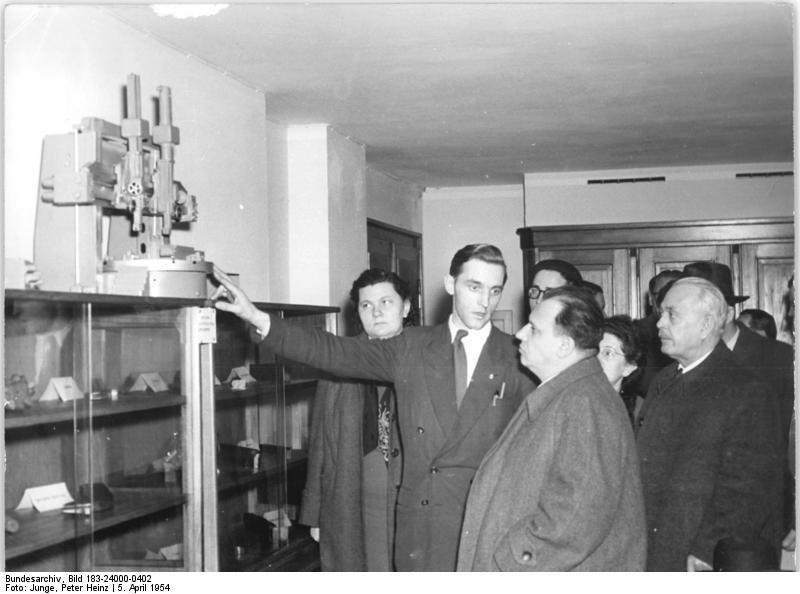
Rónai Sándor (a kép jobb oldalán) és Farkas Mihály (középen) üzemlátogatáson a Német Szocialista Egységpárt IV. kongresszusának szünetében Berlinben, 1954. április 5-én.

Ritu Sándor és Szekeres Zsuzsanna fia. Építőmunkásként kapcsolódott be a szakszervezeti mozgalomba és az SZDP tagja lett. A Tanácsköztársaság idején a miskolci munkástanács tagja volt. 1922-től a párt miskolci titkára, majd a MÉMOSZ egyik helyi vezetője.
1941 áprilisában büntetőszázadba került, kitelepítették. A második világháború után kereskedelmi és szövetkezetügyi, később külkereskedelmi miniszter lett. Sokat tett az ún. jobboldalnak a szociáldemokrata pártból való kiszorításáért és a kommunista párttal való egyesülésért.
Jutalmul 1950. május 8-ától 1952. augusztus 14-éig a Magyar Népköztársaság Elnöki Tanácsának elnöke volt, ezt követően 1952 augusztusától az Országgyűlés elnöke. 1948–1956 között – kis megszakítással – tagja volt az MDP Központi Vezetőségének, majd az 1956. évi forradalom leverése után a Forradalmi Munkás-Paraszt Kormánynak. Az MSZMP Központi Bizottságának és Politikai Bizottságának élete végéig tagja volt. 1960 áprilisától tisztségei a Magyar–Szovjet Baráti Társaság elnöki tisztével bővült. 1948-ban Kossuth-érdemrenddel (első osztály) tüntették ki.
Sírhelye 1998-ig a Kerepesi temető Munkásmozgalmi Panteonjában volt. (Olcsai-Kiss Zoltán szobrász és Körner József építész alkotása.) 1998-ban a Fiumei úti sírkert 20/2-1-30. sírhelyen lévő családi sírboltba temették át.

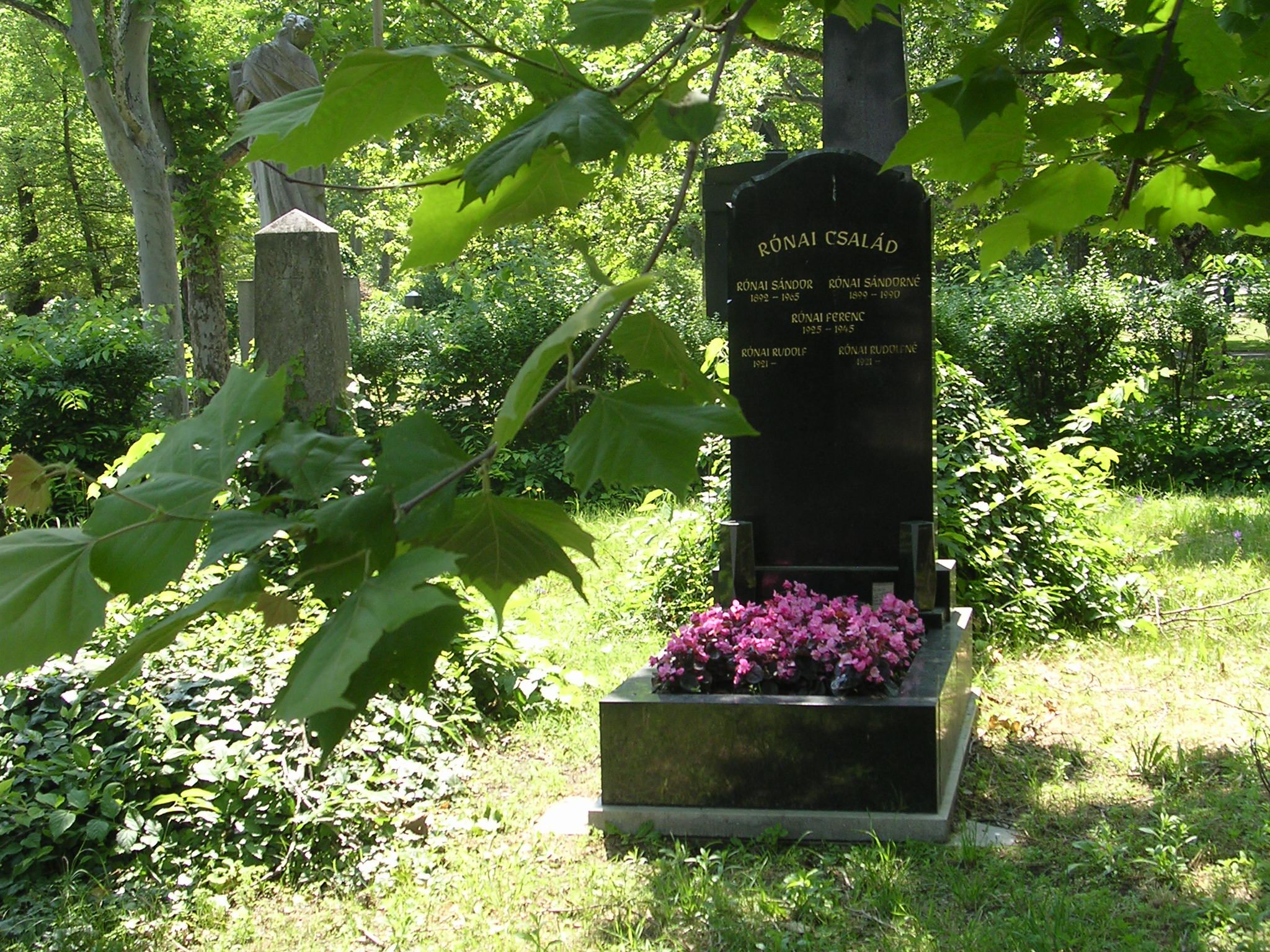
A Rónai család sírja

Nevét viselte Miskolcon a Rónai Sándor Művelődési Központ.

## Írásai
- Rónai Sándor közellátásügyi miniszter rádióelőadása; Athenaeum Ny., Budapest, 1945 (Magyar Közellátásügyi Minisztérium rádióelőadásai)
- A Magyar Dolgozók Pártjának Országos Szövetkezeti Konferenciája. 1948. VII. 10-11. Gerő Ernő, Hegedüs András, Donáth Ferenc beszámolója, Rónai Sándor elnöki megnyitója; Szikra, Budapest, 1948